# تومي بويل (لاعب كرة قدم)
تومي بويل (بالإنجليزية: Tommy Boyle)‏ (29 يناير 1886 في المملكة المتحدة - 5 يناير 1940) هو لاعب كرة قدم بريطاني (وحمل سابقاً جنسية المملكة المتحدة لبريطانيا العظمى وأيرلندا) في مركز نصف الجناح. شارك مع منتخب إنجلترا لكرة القدم. أما مع النوادي، فقد لعب مع نادي بارنسلي ونادي بيرنلي ونادي ريكسهام.

## وصلات خارجية
- تومي بويل على موقع ناشيونال فوتبول تيمز (الإنجليزية)